# Doryxenoides
Doryxenoides es un género de insecto coleóptero de la familia Chrysomelidae.

## Especies
Las especies de este género son:
- Doryxenoides hainana (Gressitt & Kimoto, 1963)
- Doryxenoides tibialis (Laboissiere, 1927)